# Саут Белојт (Илиноис)
Саут Белојт (енгл. South Beloit) град је у америчкој савезној држави Илиноис. По попису становништва из 2010. у њему је живело 7.892 становника.

## Демографија
Према попису становништва из 2010. у граду је живело 7.892 становника, што је 2.495 (46,2%) становника више него 2000. године.
| Група             | 2000.         | 2010.         |
| Белци             | 4.659 (86,3%) | 6.642 (84,2%) |
| Афроамериканци    | 215 (4,0%)    | 317 (4,0%)    |
| Азијати           | 45 (0,8%)     | 128 (1,6%)    |
| Хиспаноамериканци | 366 (6,8%)    | 608 (7,7%)    |
| Укупно            | 5.397         | 7.892         |